# D-amminoacido ossidasi
La D-amminoacido ossidasi (o D-aminoacido ossidasi, nome formalmente scorretto in italiano, ma di uso corrente, probabilmente derivante dall'italianizzazione del termine inglese D-amino acid oxidase) è un enzima appartenente alla classe delle ossidoreduttasi, che catalizza la seguente reazione:
D-amminoacido + H2O + O2 ⇄ 2-ossoacido + NH3 + H2O2
L'enzima è una flavoproteina che presenta ampia specificità per D-amminoacidi. Agisce anche sulla glicina anche se con un'efficienza peggiore. In alcuni organismi esiste uno specifico enzima, la glicina ossidasi, per l'ossidazione di questo piccolo aminoacido. La sua interazione con il FAD è stata studiata da Otto Heinrich Warburg.
Recentemente è stato proposto che la D-aminoacido ossidasi sia implicata in diversi fenomeni legati alla trasmissione dell'impulso nervoso nel sistema nervoso centrale.
Questa classe di enzimi riesce a trasformare un amminoacido in un imminoacido e viceversa.